# Federal Reserve Bank of New York

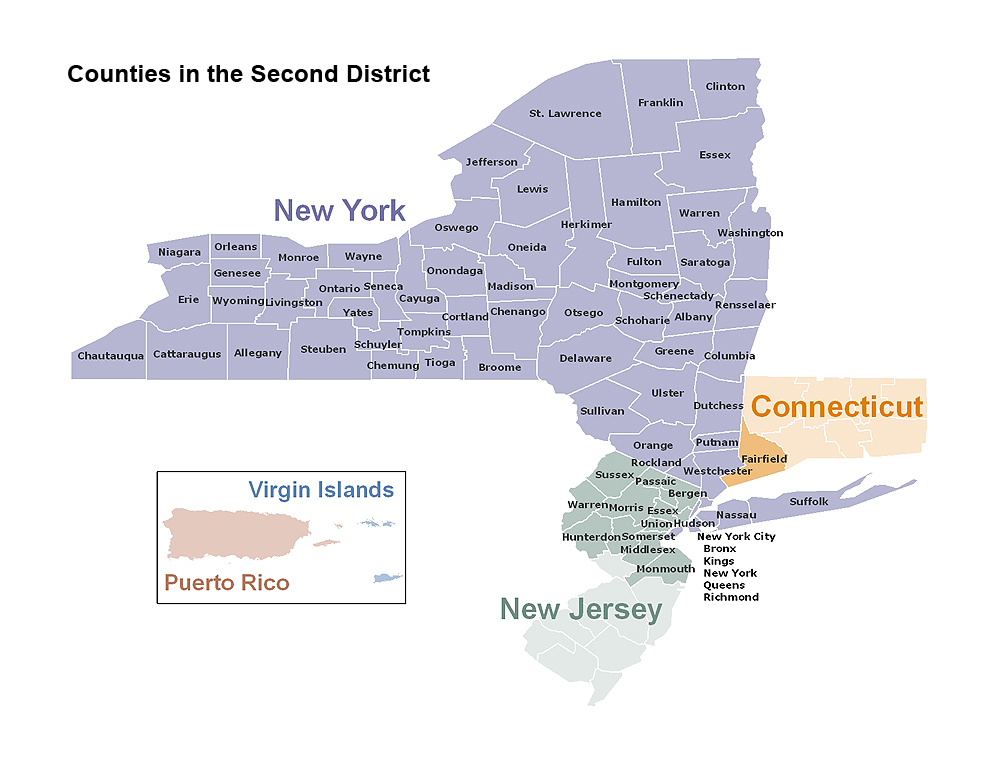
Det andra distriktet som New York Fed har hand om.

Federal Reserve Bank of New York, kallas New York Fed, är en av de tolv Federal Reserve Bank-bankerna i USA. Det är en privat bank och dess kontor ligger på 33 Liberty Street i New York i New York. Banken har en särställning av Federal Reserve-bankerna eftersom den har överlägset störst tillgångar, omsättning (handel) och makt. Federal Reserve Bank of New York är ansvarig för att implementera USA:s monetära policy, vilket görs genom "öppna marknadsoperationer", för att övervaka och reglera de finansiella institutionerna i landet och för att landets penningsystem fungerar. Dessutom ansvarar banken för det andra distriktet i Federal Reserve System, som inkluderar delstaten New York; de 12 nordligaste countyna i New Jersey; Fairfield County i Connecticut; Puerto Rico samt Amerikanska jungfruöarna.
New York Fed använder sig av bokstaven B och siffran 2 för att identifiera sig på de dollar-sedlar som används i distriktet.

## Historik
Federal Reserve System har sitt ursprung från den 23 december 1913 när lagen Federal Reserve Act signerades av USA:s 28:e president Woodrow Wilson (D). Den 2 april 1914 meddelade Federal Reserve System att distrikten var bestämda och vart de regionala centralbankerna skulle vara placerade. Den 18 maj grundades samtliga tolv regionala centralbanker medan den 16 november öppnades dessa officiellt.

## Den största regionala Federal Reserve-banken
Sedan Federal Reserve-systemet grundades har Federal Reserve Bank of New York ansvarat för att den monetära politiken genomförs, även om besluten tas i Washington D.C. av Federal Reserves styrelse Board of Governors. Banken är ansvarig för öppna marknadsoperationer, det vill säga att köpa och sälja utstående statsobligationer. Ansvaret att upprätthålla en "lagom" nivå på växelkursen mellan dollar och andra valutor, genom att köpa och sälja dollar, ligger också på Federal Reserve Bank of New York. Dessutom är banken den enda av de regionala Fed-bankerna som har en permanent röst i Federal Open Market Committee och dess president väljs i allmänhet till kommitténs vice ordförande.

## 33 Liberty Street
Federal Reserve Bank of New York har ritats av arkitektfirman York and Sawyer, som vann den arkitekttävling som föregick byggnationen. 1924 flyttades banken till dess nuvarande plats. Banken har ett stort innehav av guldreserver, möjligen störst i världen (även om detta inte kan konfirmeras genom att schweiziska banker inte rapporterar sitt guldinnehav).

## Ledare
Källa: 
* = Ordförande för Federal Reserve System.
|             | Person               | Period    |
| ----------- | -------------------- | --------- |
| Bankchefer  |                      |           |
|             | Benjamin Strong Jr.  | 1914–1928 |
|             | George L. Harrison   | 1928–1936 |
| Presidenter |                      |           |
|             | George L. Harrison   | 1936–1940 |
|             | Allan Sproul         | 1940–1956 |
|             | Alfred Hayes         | 1956–1975 |
|             | Paul A. Volcker*     | 1975–1979 |
|             | Anthony M. Solomon   | 1980–1985 |
|             | E. Gerald Corrigan   | 1985–1993 |
|             | William J. McDonough | 1993–2003 |
|             | Jamie B. Stewart     | 2003      |
|             | Timothy F. Geithner  | 2003–2009 |
|             | William C. Dudley    | 2009–2018 |
|             | John C. Williams     | 2018–     |